# Valea Mare (okręg Aluta)
Valea Mare – wieś w Rumunii, w okręgu Aluta, w gminie Valea Mare. W 2011 roku liczyła 1961 mieszkańców. 